# Jakobssegen (Rembrandt)
Der Jakobssegen, auch Jakob segnet seine Enkel oder Der Segen Jakobs, ist ein in Öl auf Leinwand gemaltes Historienbild von 1656 des holländischen Malers Rembrandt van Rijn. Signiert ist das Gemälde mit „Rembran.. f. 1656“, die Buchstaben dt. von Rembrandt sind nicht lesbar.
Das Gemälde gilt als bedeutendes Altersspätwerk Rembrandts. Der Jakobssegen ist der Glanzpunkt der Gemäldegalerie Alte Meister im Kasseler Schloss Wilhelmshöhe. Der in Kassel geborene Schriftsteller Manfred Hausmann würdigte das Bild als ein „Wunder an schweigendem Menschentum und unergründlicher Transzendenz“.

## Provenienz
Auftraggeber war der Amsterdamer Patrizier Wilhelm Schrijver. Das Gemälde stellt ihn gemeinsam mit seiner Ehefrau Wendela de Graeff und ihren beiden gemeinsamen Kindern als biblische Personen dar. Der Jakobssegen befand sich in der Sammlung von Wendela Bruder Andries de Graeff und wurde im Jahre 1753 aus dem Nachlass seines Nachfahren Gerrit de Graeff an einen Hamburger Kunsthändler verkauft. Landgraf Wilhelm VIII. von Hessen-Kassel kaufte es im selben Jahr für seine Gemäldegalerie im Schloss Bellevue. Nach Annexion des Kurfürstentums Hessen durch Preußen kam das Gemälde in das Eigentum des Landes Preußen, nach dem Zweiten Weltkrieg in das Eigentum des neugegründeten Landes Hessen. Es gilt heute als das wertvollste Kunstobjekt Hessens.

## Bildbeschreibung
Jakob sitzt vor seinem Sohn Joseph gestützt im Bett. Er legt seine rechte Hand auf den Kopf des blonden Knaben Ephraim. Joseph versucht offenbar die Hand Jakobs behutsam von unten zu stützen, um sie auf den Scheitel des näher stehenden dunkelhaarigen Manasse zu lenken: Dem Erstgeborenen Manasse soll der stärkere Segen der rechten Hand zuteilwerden. Josephs Frau Asenat, steht in Gedanken versunken neben Joseph.
Das Motiv bezieht sich auf das Verhältnis zwischen Judentum und Heidentum. Manasse, der das Judentum symbolisiert, wird von Jakob zurückgesetzt. Der Zweitgeborene Ephraim, der für das Heidentum steht, wird von Jakob bevorzugt, da das Heidentum die Offenbarung annahm. Das Judentum hingegen bekam zwar die Offenbarung zuerst zugesprochen, lehnte diese aber ab.
Belegt wird dies durch die angedeutete Überkreuzung der Hände Ephraims durch Rembrandt. Für Rembrandt ist das Segnen das Hauptthema, das Weitergeben einer überweltlichen Auserwähltheit an kommende Generationen.

### Biblischer Hintergrund
Siehe auch Jakobssegen.
Rembrandt setzte malerisch die Bibelverse Gen 48,17–20  um: Jakob adoptierte seine Enkel Ephraim und Manasse. Diese wurden somit zu Stammvätern der Zwölf Stämme Israels.
Der im Sterben liegende jüdische Patriarch Jakob ließ seinen Sohn Joseph und seine Enkel Ephraim und Manasse zu sich rufen, um die Enkel zu segnen. Joseph wünscht sich die bevorzugte Segnung Manasses, des Erstgeborenen; Jakob jedoch segnet zuerst Ephraim, seinen jüngeren Bruder. Jakob begründet dies mit folgenden Worten: „Dieser soll auch ein Volk werden und wird groß sein; aber sein jüngerer Bruder wird größer denn er werden.“

## Restaurierung
Nach dem Säureattentat Hans-Joachim Bohlmanns 1977 wurde der Jakobssegen restauriert und untersucht. Die Röntgenaufnahmen ergaben, dass Asenat ganz fehlte und erst später hinzugefügt wurde. An deren Stelle war Joseph am Fußende des Bettes dargestellt. Im Verlauf der Arbeit Rembrandts rückte der Kopf Josephs in zwei Stadien immer näher an den Kopf Jakobs heran. Die Beziehung von Jakob und Joseph wurde in den unterschiedlichen Fassungen immer enger. Durch die Restaurierung wurde dem Bild seine ursprüngliche Farbigkeit zurückgegeben.